# Allobaccha conifrons
Allobaccha conifrons är en tvåvingeart som först beskrevs av Mario Bezzi 1915.  Allobaccha conifrons ingår i släktet Allobaccha och familjen blomflugor.
Artens utbredningsområde är Ghana. Inga underarter finns listade i Catalogue of Life.